# Józef Hałasa
Józef Marian Hałasa (ur. 6 stycznia 1928 w miejscowości Mokre) – polski biolog i immunolog, profesor nauk medycznych, wykładowca akademicki, senator II kadencji.

## Życiorys
Ukończył w 1952 studia biologiczne na Uniwersytecie Marii Curie-Skłodowskiej w Lublinie, a w 1957 medycynę w Pomorskiej Akademii Medycznej w Szczecinie. Do 2000 pracował w Katedrze i Zakładzie Mikrobiologii i Immunologii PAM, od 1971 na stanowisku kierownika zakładu. Habilitował się również w 1971, profesorem został w 1990.
W latach 1991–1993 z ramienia „Solidarności” sprawował mandat senatora II kadencji z województwa szczecińskiego. W 1980 był organizatorem struktur związku na szczecińskich uczelniach.
Został członkiem Zachodniopomorskiego Społecznego Komitetu Poparcia Jarosława Kaczyńskiego w przedterminowych wyborach prezydenckich w 2010.
Odznaczony m.in. Złotym Krzyżem Zasługi. Członek m.in. Polskiego Towarzystwa Mikrobiologów i Polskiego Stowarzyszenia Immunologicznego, był też członkiem zarządu głównego Polskiego Towarzystwa Alergologicznego.

## Publikacje
- Immunoterapia w przewlekłym zapaleniu kości. Opracowanie monograficzne (red.), 1996.
- Postępy w rozpoznawaniu i leczeniu przewlekłych zapaleń układu oddechowego (red.), 1999.
- Współczesne problemy diagnostyczne i lecznicze przewlekłych i nawracających zakażeń dróg moczowo-płciowych (red.), 1996.